# Le Génie de la sculpture dégrossissant le masque de Jupiter
Le Génie de la sculpture dégrossissant le masque de Jupiter  est une sculpture du sculpteur français Dominique Fortuné Maggesi (1801-1892), créée en 1830.